# Chortophaga australior
Chortophaga australior är en insektsart som beskrevs av Rehn, J.A.G. och Morgan Hebard 1911. Chortophaga australior ingår i släktet Chortophaga och familjen gräshoppor. Inga underarter finns listade i Catalogue of Life.